# سيوداد يونيفيرسيتاريا (محطة مترو أنفاق مدريد)
سيوداد يونيفيرسيتاريا (بالإسبانية: Ciudad Universitaria)‏ هي محطة مترو أنفاق في مدريد في إسبانيا، تقع على الخط رقم 6.